# Goudbuikmangrovezanger
De goudbuikmangrovezanger (Gerygone sulphurea) is een zangvogel uit de familie Acanthizidae (Australische zangers).

## Verspreiding en leefgebied
Deze soort komt voor in Zuidoost-Azië en telt vijf ondersoorten:
- G. s. sulphurea: Maleisië, zuidelijk Vietnam en de Soenda-eilanden.
- G. s. muscicapa: Enggano (nabij zuidwestelijk Sumatra).
- G. s. simplex: de westelijke, noordelijke en centrale Filipijnen.
- G. s. rhizophorae: de zuidelijke Filipijnen.
- G. s. flaveola: Sulawesi, Selayar en de Banggai-eilanden.

## Status
De grootte van de populatie is niet gekwantificeerd maar de soort wordt omschreven als wijdverspreid en vaak algemeen. Op de Rode lijst van de IUCN heeft deze soort de status niet bedreigd.